# Desideriusbrug
De Desideriusbrug (brug 396) is een vaste brug in Amsterdam-West.
De brug ligt in het verlengde van de Vespuccistraat en geeft toegang tot het Erasmuspark vanuit de Jan van Galenstraat. De brug, in de vorm van een duiker overspant de ringvaart die om het Erasmuspark ligt. De brug is alleen toegankelijk voor voetgangers en hulpdiensten. Architect Piet Kramer, die ook de verderop gelegen Vierwindstrekenbrug ontwierp, kwam met een brug in de Amsterdamse Schoolstijl van de tekentafel. De brug laat een strikte scheiding zien tussen baksteen en natuursteen in de vorm van graniet. Opvallend voor deze Kramerbrug is dat de balustrades ook bijna geheel uit baksteen bestaan (elders zijn dat veelal siersmeedijzeren hekwerken), slechts naar de afronding van de landhoofden zijn de hekwerken aanwezig, zij verdwijnen in het graniet. Op de brug staan twee granieten pilaren/kolommen waaraan de toegangshekken zijn opgehangen. Het bouwwerk ligt hier sinds 1927 (tekening 1926).
De naam verwijst naar Desiderius Erasmus. In het begin van de 21e eeuw is de brug gerenoveerd, waarbij de brug in april 2006 heropend werd en haar naam kreeg. Het initiatief van deze naam kwam van Peter Korrel, beheerder van de site Bruggen van Amsterdam.
In het park liggen ook de Lof der zotheidbrug (boek van Erasmus) en de Geert Geertsenbrug (vermeende eigenlijke naam). De bekendste Erasmusbrug ligt in Rotterdam over de Nieuwe Maas.
<<< · 300 · 301 · 302 · 303 · 304 · 305 · 306 · 307 · 308 · 309 · 310 · 311 · 312 · 313 · 314 · 315 · 316 · 317 · 318 · 320 · 321 · 322 · 323 · 324 · 325 · 327 · 328 · 330 · 331 · 332 · 333 · 334 · 335 · 336 · 337 · 338 · 339 · 340 · 341 · 342 · 343 · 344 · 345 · 346 · 347 · 348 · 349 · 350 · 351 · 352 · 353 · 354 · 355 · 356 · 357 · 358 · 359 · 360 · 361 · 362 · 363 · 364 · 365 · 366 · 367 · 368 · 371 · 372 · 373 · 374 · 375 · 376 · 377 · 378 · 379 · 380 · 381 · 382 · 383 · 385 · 386 · 387 · 388 · 389 · 390 · 391 · 392 · 393 · 394 · 395 · 396 · 397 · 398 · 399 · >>>
Brugnummers 319, 326, 329 (tijdelijke duiker in de Ringspoordijk), 369, 370, 384 zijn niet (meer) vergeven.